# Olivea tectonae
Olivea tectonae är en svampart som först beskrevs av T.S. Ramakr. & K. Ramakr., och fick sitt nu gällande namn av J.L. Mulder 1973. Olivea tectonae ingår i släktet Olivea och familjen Chaconiaceae.   Inga underarter finns listade i Catalogue of Life.